# Папињо
Папињо је насеље у Италији у округу Терни, региону Умбрија.
Према процени из 2011. у насељу је живело 424 становника. Насеље се налази на надморској висини од 223 м.